# کشتن امید
کشتن امید (به انگلیسی: Killing Hope) کتابی است تاریخ‌نگارانه دربارهٔ دخالت‌های نظامی آمریکا و سازمان سیا در طول نیمه دوم قرن بیستم میلادی. این کتاب به قلم ویلیام بلام از کارکنان سابق وزارت امور خارجه ایالات متحده آمریکا به نگارش درآمده است. این کتاب نگاهی شدیداً انتقادی بر سیاست خارجی ایالات متحده آمریکا دارد.

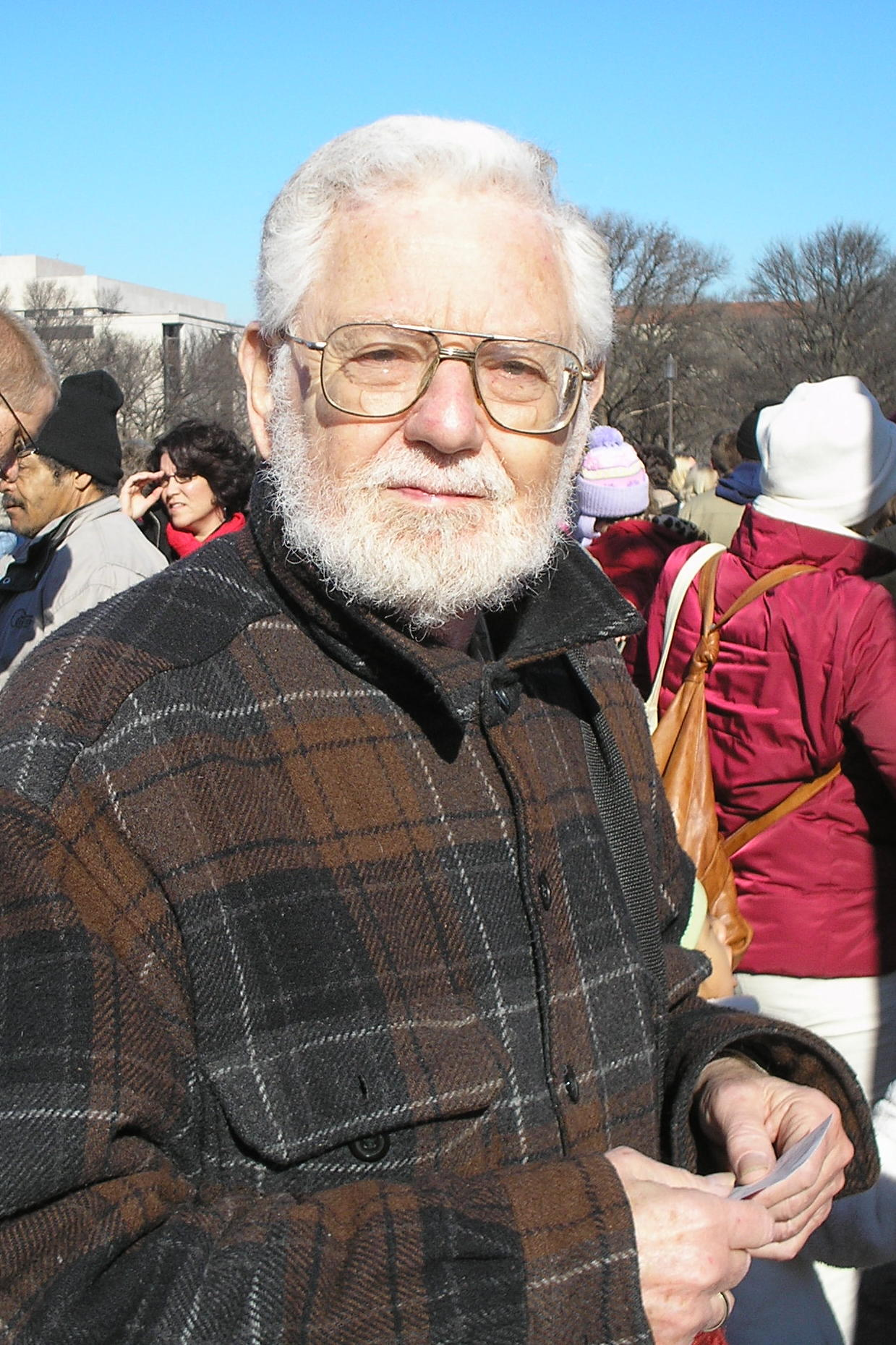
ویلیام بلام در یک تجمع ضد جنگ در واشینگتن دی. سی، ۲۰۰۷

کتاب سیاست‌های خارجی متعدد ایالات متحده آمریکا را دقیقاً از بعد از جنگ جهانی دوم در بر می‌گیرد. این کتاب نسخه به روز شده و اصلاح شده یکی از آثار قبلی بلام با نام «سیا- گزارش فراموش شده» است.

## نسخه‌ها
منتشر شده برای نخستین بار در اواسط دهه هشتاد میلادی، چندین بار توسط مؤلف به روز شده.
- Black Rose Books; New Ed edition (۳۱ دسامبر ۲۰۰۰) ISBN 1-55164-096-1
- نسخه اصلاح شده 2003 revised edition (Common Courage Press) ISBN 1-56751-252-6